# Plesiophrictus linteatus
Plesiophrictus linteatus là một loài nhện trong họ Theraphosidae.
Loài này thuộc chi Plesiophrictus. Plesiophrictus linteatus được Eugène Simon miêu tả năm 1891.